# Colfax (Louisiana)
|  | Dieser Artikel wurde aufgrund von inhaltlichen Mängeln auf der Qualitätssicherungsseite des Projektes USA eingetragen. Hilf mit, die Qualität dieses Artikels auf ein akzeptables Niveau zu bringen, und beteilige dich an der Diskussion! Eine nähere Beschreibung der zu behebenden Mängel fehlt. |

Colfax ist eine 1869 gegründete Kleinstadt und Verwaltungssitz des Grant Parish im US-amerikanischen Bundesstaat Louisiana. Das U.S. Census Bureau hat bei der Volkszählung 2020 eine Einwohnerzahl von 1428 ermittelt.
Der Name geht auf den Vizepräsidenten der Vereinigten Staaten, Schuyler Colfax, zurück.
Am 13. April 1873 fand hier das Colfax-Massaker statt. Bewaffnete rassistische Weiße überwältigten freigelassene Sklaven und schwarze Bürgerwehren und ermordeten die Gefangenen. Dabei sollen zwischen 62 und 81 Menschen ermordet worden sein. Weiße Gefangene wurden nicht verletzt. Noch bis 1877 waren deswegen Truppen des Bundes hier stationiert.
In Colfax findet das Louisiana-Mudfest statt.

## Söhne und Töchter der Stadt
- Savannah Churchill (1920–1974), R&B- und Jazz-Sängerin

## Belege
1. ↑  US Census Bureau: Search Results Total Population in Colfax town, Louisiana. Abgerufen am 18. Januar 2024 (amerikanisches Englisch).
2. ↑  Lane, Charles, The Day Freedom Died: The Colfax Massacre, the Supreme Court, and the Betrayal of Reconstruction, New York: Henry Holt & Company, 2008. Seite 266
3. ↑  Louisiana Mudfest